# AS Kasserine
Avenir Sportif Kasserine is een Tunesische voetbalclub uit Kasserine. De club werd in 1948 opgericht en speelde enkele seizoenen in de Tunesische eerste klasse. In 2010 degradeerde de club.